# لیدینگتون (میزوری)
لیدینگتون (به انگلیسی: Leadington) یک شهر در ایالات متحده آمریکا است که در شهرستان سنت فرانسوا، میزوری واقع شده‌است. لیدینگتون ۲٫۳۳ کیلومتر مربع مساحت و ۴۲۲ نفر جمعیت دارد و ۲۵۶ متر بالاتر از سطح دریا قرار دارد.